# Maison du Peuple (Anvers)
L'ancienne Maison du Peuple libérale d'Anvers  (en néerlandais : Liberaal Volkhuis van Antwerpen) est un immeuble de style Art nouveau réalisé par Jan van Asperen et Émile Van Averbeke en 1901. Elle est considérée comme étant l'une des plus belles façades de style Art nouveau à Anvers en région flamande (Belgique).

## Situation
Cet imposant immeuble se situe au sud du centre historique d'Anvers et à environ 500 m de la rive droite de l'Escaut au no 40 de la Volkstraat (rue du Peuple).

## Historique

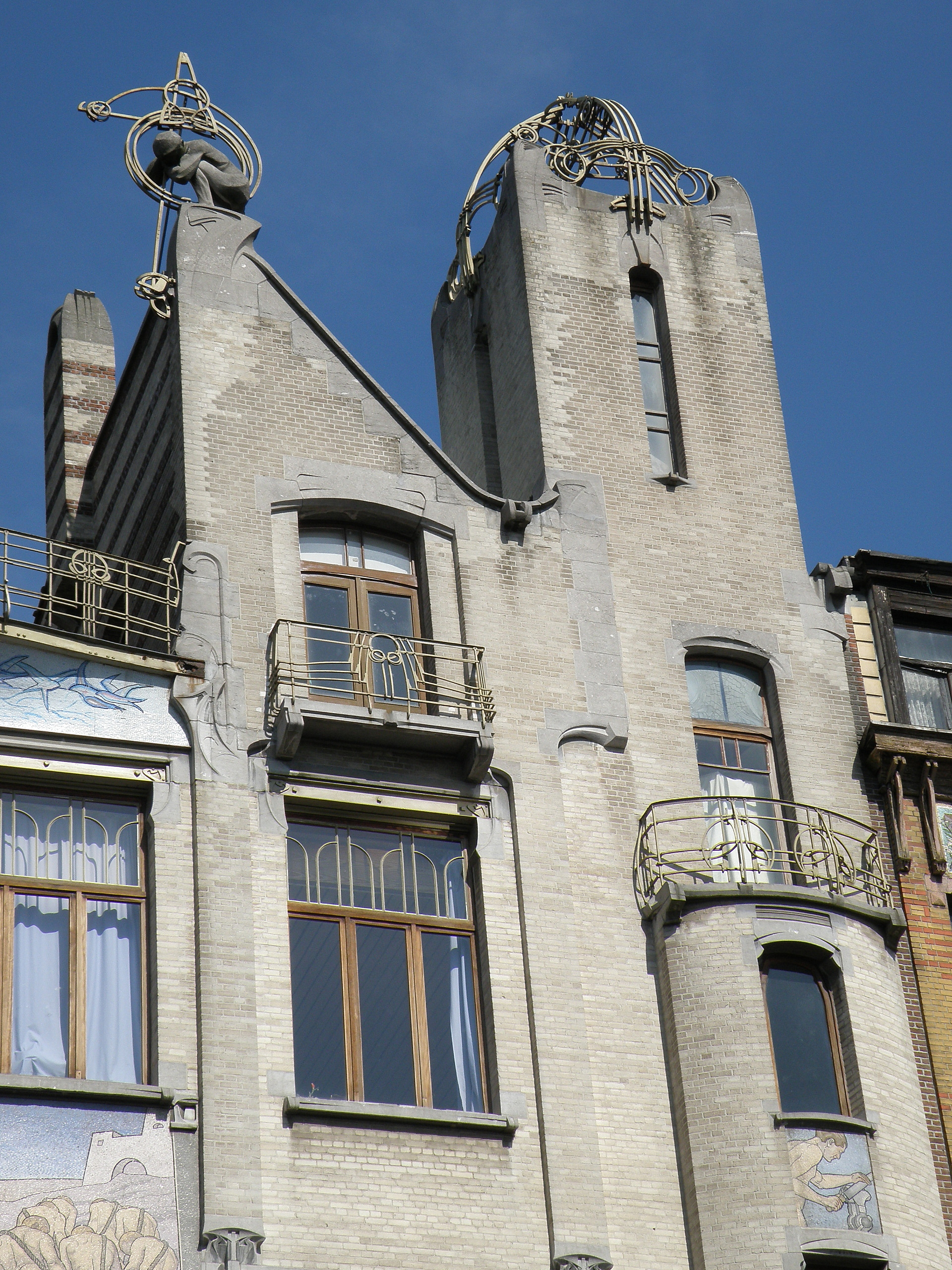

Cet édifice de 1901, qui fut autrefois la Maison du Peuple libérale anversoise et siège de la coopérative libérale Help U Zelve (litt. Aide-toi toi-même), est une réalisation conjointe de Jan van Asperen et Émile Van Averbeke, sans qu’il soit possible de faire exactement le départ de ce qui est dû à l’un et à l’autre ; seul le nom de Van Asperen est mentionné sur le permis de bâtir, mais il est probable que Van Averbeke ait conseillé van Asperen lors de la conception de la façade et qu’il ait été l’auteur des mosaïques (à moins qu’il ne faille les attribuer au décorateur Henri Verbuecken). Vers la fin du XIXe siècle, la coopérative libérale anversoise, trop à l’étroit dans ses locaux de la Scheldestraat, décida de faire édifier un bâtiment neuf, remarquable d'aspect, et propre non seulement à loger sa boulangerie industrielle, mais aussi à accueillir, à l’instar des établissements similaires socialistes, des activités culturelles et propagandistes. Le bâtiment fit ainsi office de grand café avec salle de conférence, salle des fêtes, salle de spectacle, et de dépôt pour la boulangerie. Après la Deuxième Guerre mondiale, la vie associative libérale s’étant étiolée, l’immeuble fut vendu à la firme Bell Telephone, qui le transforma en atelier de production d’appareils de radio et de télévision, en faisant un sort à l’ameublement intérieur et à la ferronnerie Art nouveau qui bordait jadis les différents étages, mais en conservant telle quelle la façade. Après avoir appartenu ensuite à un distributeur d’électricité, le bâtiment fut entièrement restauré et rénové entre 1989 et 1994, pour servir à héberger une école Steiner. Le bâtiment est protégé depuis 1974 et a reçu le prix Europa Nostra en 1995.

## Description

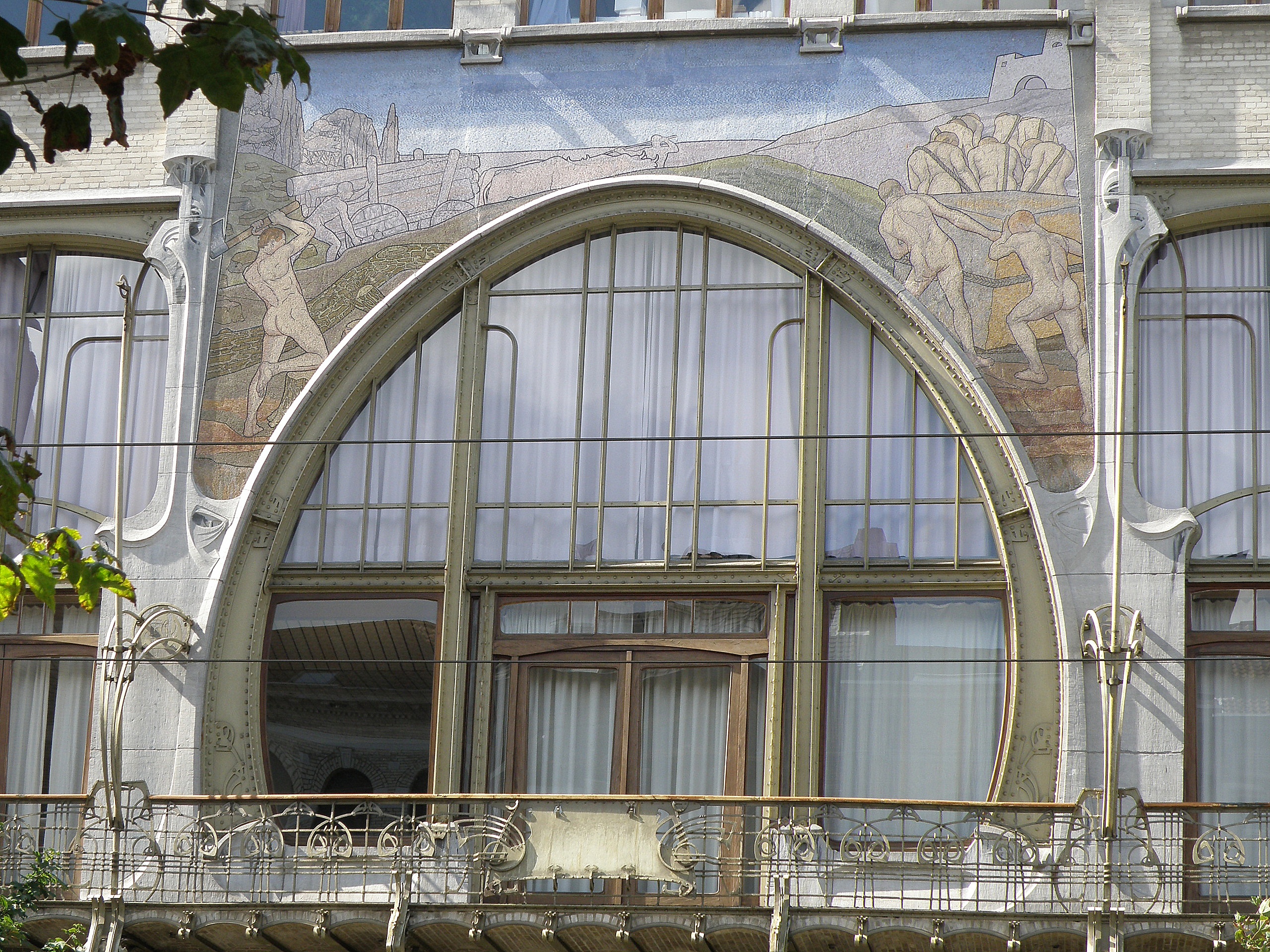

Le bâtiment, avec sa façade bigarrée et foisonnante, ornée de sculptures et de mosaïques, passe pour un des exemples les plus réussis du style Art nouveau à Anvers. Il comporte deux étages et cinq travées symétriques, auxquelles s’en ajoute une sixième, à droite, en forme de tour. Le décoratif mur de façade met en œuvre différentes variétés de matériaux – brique blanchâtre et rouge, pierre de taille blanche –, est percé de fenêtres rectangulaires ou cintrées, et s’orne de superbes ouvrages de ferronnerie aux fenêtres et balcons, de mosaïques, et de sculptures à son sommet. Derrière la vaste baie vitrée du premier étage, en arc outrepassé, cerclée de poutrelles d'acier, se trouvait autrefois la salle des fêtes. L’espace entre l’arc outrepassé du premier étage et l’appui du deuxième est couvert d’une grande mosaïque ayant pour sujet le Travail, plus particulièrement l’extraction et le transport de matériaux ; quatre autres tables de mosaïques, plus petites, décorent la tour de droite et figurent quatre métiers : le semeur, le menuisier, le tailleur de pierre et le métallurgiste. Comme souligné ci-haut, il ne subsiste rien ou fort peu de l’aménagement intérieur d’origine ; seules en témoignent encore quelques structures porteuses en acier.